# Felipe Bracamonte
Felipe Bracamonte (Diamante, Entre Ríos, Argentina, 1935-San Felipe, Chile, 4 de enero de 2005) fue un futbolista argentino que jugaba en la posición de delantero, desarrollando gran parte de su carrera en Chile. En 1966, se consagró máximo goleador del torneo nacional chileno, con 21 tantos.

## Trayectoria
Sus clubes formativos fueron San Martin (Entre Ríos) (1949), Colón (Entre Ríos) (1950-52) y el Sportivo Belgrano (Córdoba) (1953-56).
Tras una gran campaña en Sportivo Belgrano, Bracamonte junto a Rubén Koroch fueron transferidos a Estudiantes de La Plata, en una cifra record para la época. Jugó en Estudiantes de 1957 a 1960.
Luego pasaría a clubes del ascenso como All Boys (1960) y Quilmes (1961-62).
En 1962 pegaría su salto internacional, jugando en Unión San Felipe ( Chile) (1962-66), Magallanes (Chile) (1967), Unión San Felipe (Chile) (1968), Unión La Calera (1969-70) y Unión San Felipe (Chile) (1974).
Fue el máximo goleador del Club Deportivo Unión San Felipe en el torneo de Primera División de Chile 1966 con 21 tantos. Es el máximo artillero del club con 108 goles. Es el tercer goleador extranjero del fútbol chileno. (VER: Goleadores históricos (+100))
Falleció en la ciudad de San Felipe, Chile a la edad de 69 años.

## Clubes
| Club                    | País      | Año       |
| ----------------------- | --------- | --------- |
| Estudiantes de La Plata | Argentina | 1957-1960 |
| All Boys                | Argentina | 1960      |
| Quilmes A.C.            | Argentina | 1961-1962 |
| Unión San Felipe        | Chile     | 1962-1966 |
| Magallanes              | Chile     | 1967      |
| Unión San Felipe        | Chile     | 1968      |
| Unión La Calera         | Chile     | 1969-1970 |
| Unión San Felipe        | Chile     | 1974      |

## Distinciones individuales
| Título                                               | Año  |
| ---------------------------------------------------- | ---- |
| Máximo goleador de la Primera División de Chile 1966 | 1966 |